# Fatik (Sängersklavin)
Fatik (arabisch فاتك, geb. im 8. oder 9. Jahrhundert; gest. wohl im 9. Jahrhundert) war eine Dichterin und Sängersklavin im Besitz von al-Hakam I. ibn Hischam (reg. 796–822), dem dritten umayyadischen Emir von Cordoba, sowie auch dessen mutmaßliche Konkubine.

## Leben
Fatik war eine weiße Nichtaraberin und Sängersklavin des dritten umayyadischen Emir von Cordoba, al-Hakam I. ibn Hischam (reg. 796–822). In der klassisch-arabischen Literatur wird sie als äußert schöne und charakterlich edle Frau beschrieben; ihr Gesangstalent wurde mit dem anderer großer Sängerinnen verglichen, so etwa mit Matal und Badal. Die Quellen deuten darauf hin, dass sie zudem in einem Konkubinatsverhältnis zu ihrem Herrn stand.

## Rezeption
In der klassisch-arabischen Literatur wird Fatik unter anderem in Ibn Fadlallah al-Umaris (1301–1349) Hauptwerk, dem Lexikon Masālik al-abṣār fī mamālik al-amṣār, in seinem Kapitel über bekannte Sängersklavinnen erwähnt.

### Arabische Primärquellen
- Ibn Fadlallah al-Umari (1301–1349): Masālik al-abṣār fī mamālik al-amṣār. Ins Deutsche übersetzt von Yasemin Gökpinar: Der ṭarab der Sängersklavinnen: Masālik al-abṣār fī mamālik al-amṣār von Ibn Faḍlallāh al-ʿUmarī (gest. 749/1349): Textkritische Edition des 10. Kapitels Ahl ʿilm al-mūsīqī mit kommentierter Übersetzung, Ergon Verlag, Baden-Baden 2021.

### Sekundärliteratur
- Yasemin Gökpinar: Der ṭarab der Sängersklavinnen: Masālik al-abṣār fī mamālik al-amṣār von Ibn Faḍlallāh al-ʿUmarī (gest. 749/1349): Textkritische Edition des 10. Kapitels Ahl ʿilm al-mūsīqī mit kommentierter Übersetzung, Ergon Verlag, Baden-Baden 2021.